# Cruce de razas de perros

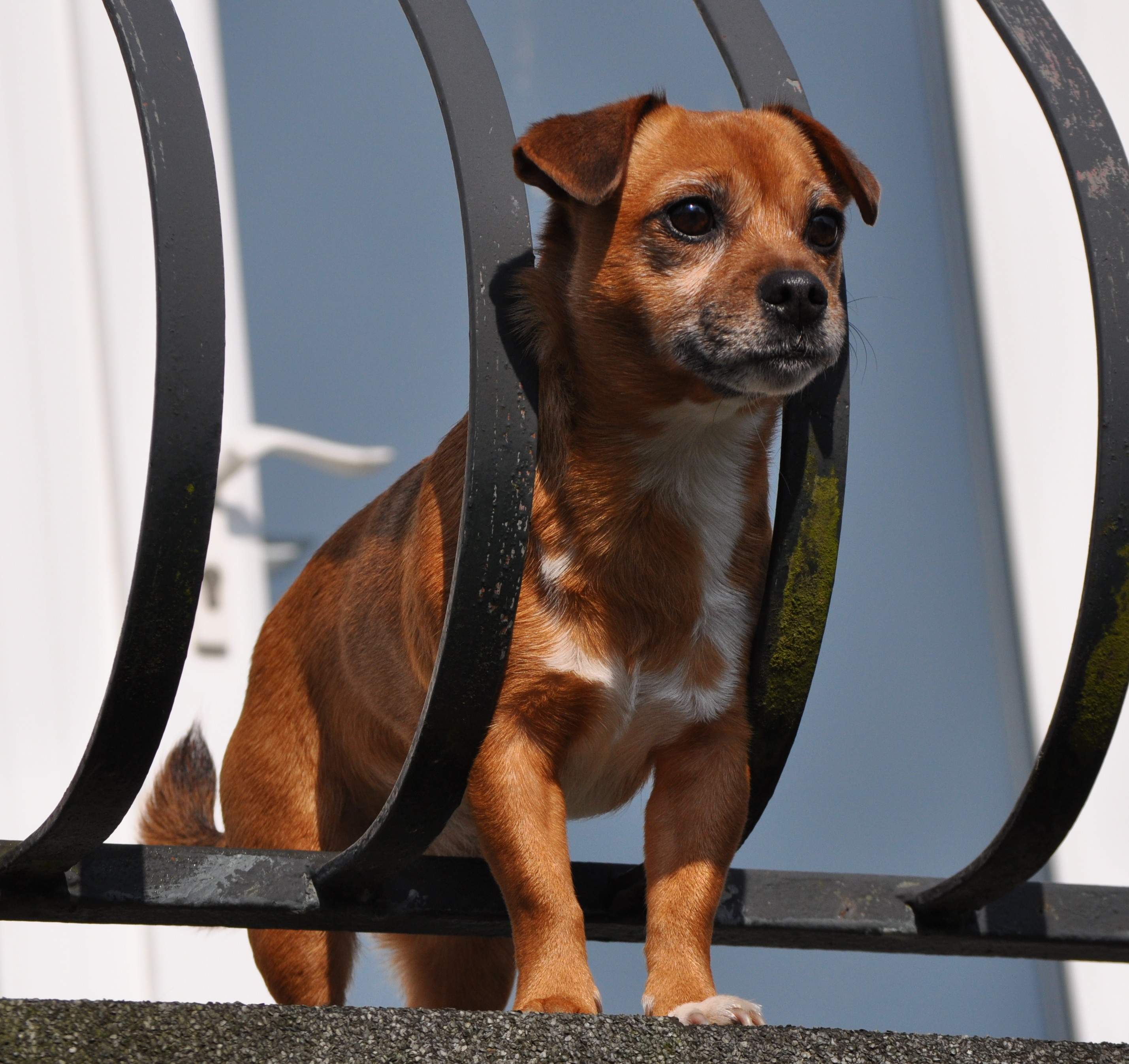
Un perro cruce de pug y Jack Russell terrier

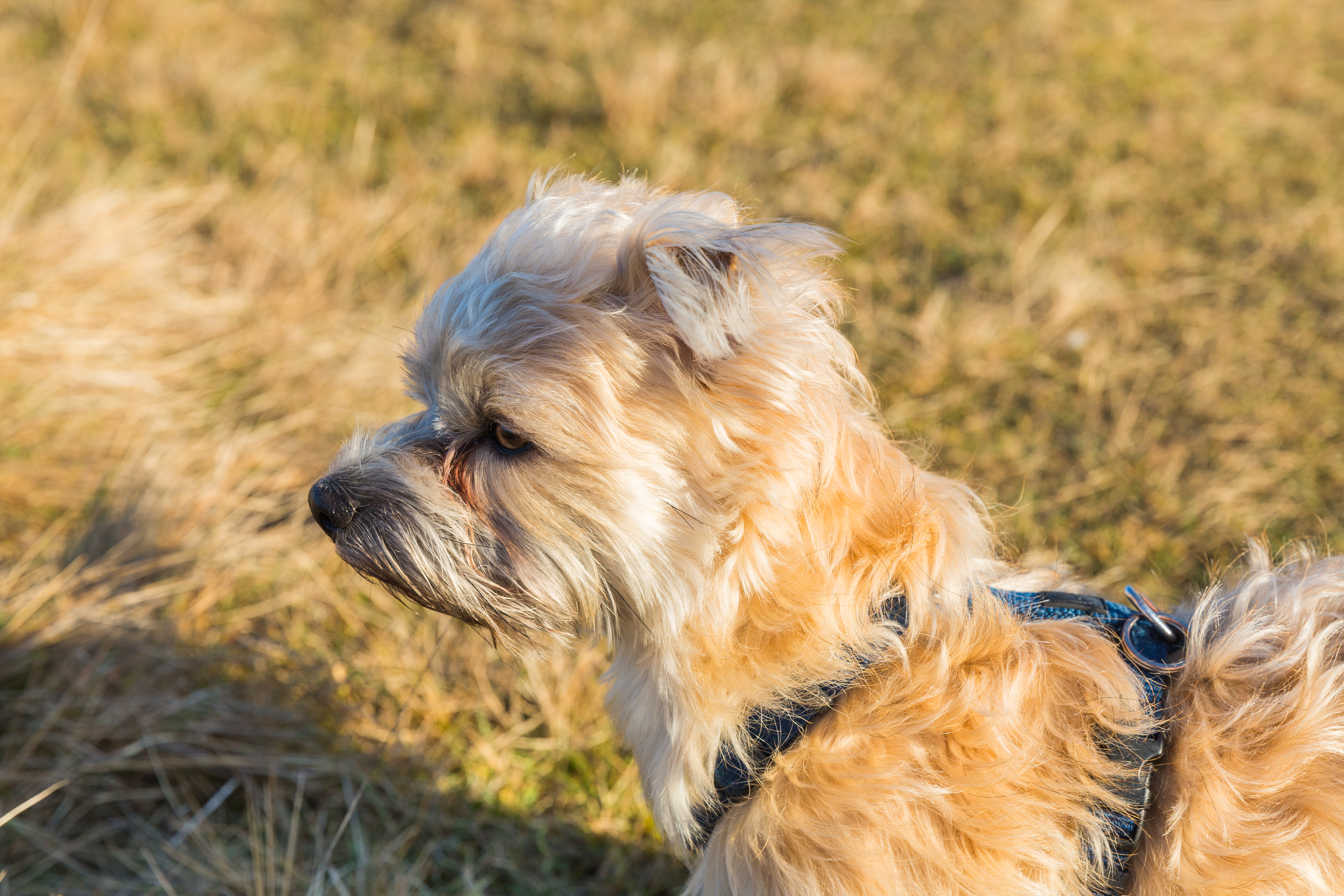
Cruce de cairn terrier y bichón maltés.

El cruce de razas caninas se trata de la unión de dos (o varias) perros de diferentes razas. A diferencia de lo que sucede con los mestizos, el cruce de razas usualmente se realiza de forma deliberada, con el objeto de obtener un perro con las características que definen las razas de ambos padres, tanto temperamentales como físicas, y varias veces resulta en una cría cuyos rasgos hacen que las anteriores sean hasta cierto punto reconocibles.

## Algunos ejemplos
A través de la historia, los cruces entre perros han dando lugar a razas establecidas como "independientes" desde hace décadas o incluso siglos. Estos son algunos ejemplos:
- Bulldog: cruce de Dogo del Tíbet con perros locales
- Doberman: cruce de múltiples razas como Rottweiler, Beauceron, Braco de Weimar, varios tipos de Pinscher, etc.
- Fila brasileiro: cruce de mastín inglés, perro de San Huberto ("Bloodhound") y bulldog
- Fox terrier: cruce de fox terriers de pelo liso, dachshund, beagles y en algunos casos bull terriers.
- Chiweenie: es un cruce entre el Chihuahueño y el Dachshund.

## Cruces más comunes
Este es un listado de perros creados a partir de dos ejemplares de razas puras. Existe un gran número de combinaciones posibles, siendo el listado el de cruces más frecuentes. Asociaciones como AKC, UKC o CKC no reconocen como raza a estas combinaciones.
| Nombre                             | Imagen | Cruce de                      | Con                                                  | Notas                                                                  |
| ---------------------------------- | ------ | ----------------------------- | ---------------------------------------------------- | ---------------------------------------------------------------------- |
| Aussiedoodle                       |        | Pastor ovejero australiano    | Caniche                                              | [ 1 ]                                                                  |
| Beaglier                           |        | Beagle                        | Cavalier King Charles spaniel                        | Como perro de compañía.                                                |
| Bichpoo                            |        | Bichon frisé                  | Caniche                                              |                                                                        |
| Borador                            |        | Border collie                 | Labrador Retriever                                   | [ 1 ]                                                                  |
| Cavachon                           |        | Cavalier King Charles spaniel | Bichon frisé                                         | [ 3 ]                                                                  |
| Cockapoo                           |        | Cocker Spaniel                | Caniche                                              |                                                                        |
| Chorkie                            |        | Chihuahueño                   | Yorkshire terrier                                    | [ 4 ] [ 5 ]                                                            |
| Doxiepoo                           |        | Dachshund                     | Caniche                                              | [ 6 ]                                                                  |
| Goldendoodle                       |        | Golden retriever              | Caniche                                              |                                                                        |
| Labradoodle                        |        | Labrador Retriever            | Caniche                                              | Criado como alternativa hipoalergénica al Labrador retriever.          |
| Labrahuhua                         |        | Labrador                      | Chihuahueño                                          | De tamaño entre pequeño y mediano, no superando nunca los 7kg de peso. |
| Lurcher                            |        | Lebrel                        | Normalmente un perro pastor de tipo Collie o Terrier | Muy variables en tamaño, según ejemplares progenitores.                |
| Mal-shi                            |        | Bichón maltés                 | Shih Tzu                                             | Activos y juguetones. Adultos de 3,5 kg.                               |
| Morkie                             |        | Bichón maltés                 | Yorkshire terrier                                    | Alerta, afectuoso, muy dócil e inteligente.                            |
| Pekeapoo                           |        | Pekinés                       | Caniche                                              |                                                                        |
| Puggle                             |        | Pug                           | Beagle                                               | Creados para combatir los desórdenes respiratorios de los Pug.         |
| Schnoodle                          |        | Schnauzer                     | Caniche miniatura o estándar                         |                                                                        |
| Shih-poo, Pooshih, Shih Tzu Poodle |        | Shih Tzu                      | Caniche                                              | Como raza de compañía                                                  |
| Texas Heeler                       |        | Pastor ganadero australiano   | Pastor ovejero australiano                           |                                                                        |
| Westiepoo                          |        | West Highland white terrier   | Caniche                                              |                                                                        |
| Yorkiepoo                          |        | Yorkshire terrier             | Caniche                                              |                                                                        |
| Zuchon                             |        | Shih Tzu                      | Bichon frisé                                         |                                                                        |